# Di thư
Di thư (tiếng Trung: 遺書/ Yíshū), tuyệt mệnh thư (tiếng Trung: 絕命書/ Juémìngshū), là một tin nhắn, ghi chú hoặc bức thư ngắn (note) để lại khi một người chết vì tự tử, hoặc có ý định chết vì tự tử nên có nghĩa là ghi chú tự tử, tin nhắn tự tử.
Ước tính 25-30% số vụ tự tử có kèm theo ghi chú. Tuy nhiên, tỷ lệ mới mắc có thể phụ thuộc vào sự khác biệt về sắc tộc và văn hóa, và có thể đạt tỷ lệ cao tới 50% trong một số nhân khẩu học nhất định. Tin nhắn tự tử có thể ở bất kỳ hình thức hoặc phương tiện nào, nhưng các phương thức phổ biến nhất là bằng một ghi chú bằng văn bản, tin nhắn âm thanh hoặc video.

## Lý do
Một số lĩnh vực nghiên cứu, như xã hội học, tâm thần học và đồ họa học, đã điều tra lý do tại sao những người cam kết, hoặc cố gắng tự tử để lại một ghi chú.
Theo Lenora Olsen, giáo sư tại Đại học Y khoa Utah, những lý do phổ biến nhất khiến mọi người dự tính tự tử chọn viết một lá thư tuyệt mệnh bao gồm một hoặc nhiều điều sau đây:
- Để giảm bớt nỗi đau của những nạn nhân được biết đến bằng cách cố gắng làm tiêu tan cảm giác tội lỗi.
- Để tăng nỗi đau của những người sống sót bằng cách cố gắng tạo ra cảm giác tội lỗi.
- Để đặt ra lý do tự tử.
- Để bày tỏ suy nghĩ và cảm xúc mà người đó cảm thấy không thể bày tỏ trong cuộc sống.
- Để đưa ra hướng dẫn xử lý hài cốt.
- Thỉnh thoảng, để thú nhận hành vi giết người hoặc một số hành vi phạm tội khác.[3][4][5]

Đôi khi cũng có một tin nhắn trong vụ án giết người tự tử, giải thích lý do cho (các) vụ giết người, ví dụ, xem tuyên bố tự sát của Marc Lépine và tuyên bố băng video của những kẻ đánh bom London ngày 7 tháng 7 năm 2005.